# Virgin (gruppo musicale)
Virgin è stato un gruppo pop-rock polacco, fondato a Varsavia ed attivo da 2000 al 2007.
I membri del gruppo sono stati Tomasz Lubert e la voce Dorota Rabczewska che dal 2007 ha deciso di intraprendere la carriera da solista.
Il gruppo ha sempre coduto di notevole successo ed è stato premiato con numerosi riconoscimenti come nel 2006 al Festival nazionale della canzone polacca di Opole durante il quale è stato loro consegnato il Superjedynka, premio conferito per la categoria miglior cd pop.

## Membri principali
- Tomasz Lubert - chitarra, tastiera, foop
- Dorota Rabczewska, voce

## Membri aggiuntivi
- Łukasz Damm - basso (fino al 2004)
- Piotr Matysiak - batteria (fino 2004)
- Krzysztof Najman - basso (dal 2004)
- Piotr "Posejdon" Pawłowski - batteria (dal 2004)

## Discografia
- 2002 - Virgin
- 2004 - Bimbo
- 2005 - Ficca